# バース・ラグビー
バース・ラグビー（英: Bath Rugby）は、イングランドのバースに本拠地を置くラグビーユニオンクラブである。スタジアムはレクリエーション・グラウンド。

## 歴史
1865年創設。
2016年、ラグビー日本代表のアマナキ・レレィ・マフィが加入。
2025年、プレミアシップ2024-25プレーオフ決勝で、レスター・タイガースを下してプレミアシップ29季ぶりの優勝を果たした。これにより、プレミアシップ2024-25レギュラーシーズン優勝、2024-25EPCRチャレンジカップ優勝を含め、シーズン3冠を獲得した。

## タイトル

### 国内タイトル
プレミアシップ
- 優勝 7回（1988-89, 1990-91, 1991-92, 1992-93, 1993-94, 1995-96, 2024-25）

### 国際タイトル
ヨーロピアンラグビーチャンピオンズカップ（旧ハイネケンカップ）
- 優勝 1回（1997-98）

EPCRチャレンジカップ
- 優勝 2回（2007-08, 2024-25）

## スコッド
2024-25シーズンのスコッド（2024年8月現在）
| フッカー - ニール・アネット - トム・ダン - マックス・ピアース(Max Pearce) - ジャソン・シュパングラー(Jason Spandler) - ジョン・スチュワート - ケプエリ・トゥイプロトゥ(Kepueli Tuipulotu) プロップ - アーサー・コールドゥウェル - トーマス・デュトイ - イオアン・エマニュエル(Ioan Emanuel) - アーキー・グリフィン - スコット・キルーク(Scott Kirk) - ベノ・オバコ - ビリー・セラ(Billy Sela) - ミッケー・サマーフィールド(Mikey Summerfield) - ウィル・スチュアート - フランソワ・ヴァンワイク ロック - ジャック・ベンネット(Jack Bennett) - ハルヴェー・クックソン(Harvey Cuckson) - ジョシュ・ディングリー(Josh Dingley) - ジャック・デュプレッシー - エディー・アスキン(Eddie Erskine) - チャーリー・ユールズ - ウィル・ジェアニーズ(Will Jeanies) - ロス・モロニ－ - ユアン・リチャーズ - クイーン・ルー | フランカー/No.8 - アルフィー・バーバリー - ジョシュ・ベイリス - ヤコ・クッツェー - トンプソン・コアン(Thompson Cowan) - マッケンジー・グラハム(Mackenzie Graham) - アーサー・グリーン - テッド・ヒル - ガイ・ペッパー - マイルス・リード - イーサン・スタッドン(Ethan Staddon) - ジョージ・ティミンズ(George Timmins) - コナー・トレイシー(Connor Treacey) - サム・アンダーヒル スクラムハーフ - トム・カー＝スミス - イエウアン・デーヴィス(Ieuan Davies) - ネイル・レルー(Neil le Roux) - ルイ・シュラウダー - ベン・スペンサー フライハーフ - オーランド・ベイリイ - ジェームズ・リネガー(James Linegar) - ラッフ・ウェストン(Raff Weston) - フィン・ラッセル | センター - ウィル・バット - オーリー・ローレンス - マックス・オジョモー - ウィル・パリー(Will Parry) - キャメロン・レッドパス - ジェームズ・ショート(James Short) - ローリエ・ヘネシー ウイング - ジョー・コカナシガ - レーガン・グレース - ルーク・グラハム(Luke Graham) - チャーリー・グリフィン(Charlie Griffin) - ウィル・ミュア - テイラー・オフィアス フルバック - トム・デ・グランヴィル - キアラン・ダナヒュー(Ciaran Donoghue) - ルーリー・マコノキー - サム・ハリス - ジャック・ウッド(Jack Woods) |
| | | |
| はキャプテン。 | | |

## 歴代所属選手
- スティーブ・ボーズウィック(Steve Borthwick)…イングランド代表57キャップ、2007年W杯出場。現在イングランド代表のヘッドコーチ。
- デビッド・ウィルソン(David Wilson)…イングランド代表44キャップ、2011年・2015年W杯2大会連続出場。
- ロブ・ウェバー(Rob Webber)…イングランド代表16キャップ、2015年W杯出場。
- デイブ・シシィ(Dave Sisi)…イタリア代表9キャップ、現在はゼブレに所属。
- ポール・ジェームズ(Paul James)…ウェールズ代表66キャップ、2011・2015W杯2大会出場。
- デビッド・デントン(David Denton)…スコットランド代表42キャップ、2015年W杯出場。
- ドミニク・デイ(Dominic Day)…ウェールズ代表3キャップ、2015W杯出場。
- オラシオ・アグージャ(Horacio Agulla)…アルゼンチン代表63キャップ、2011・2015W杯2大会出場。
- ファン・パブロ・オルランディ(Juan Pablo Orlandi)…アルゼンチン代表20キャップ、2015W杯出場。
- アーロン・ジャービス(Aaron Jarvis)…ウェールズ代表18キャップ、現在はドラゴンズに所属。
- ジョージ・フォード(George Ford)…イングランド代表69キャップ、現在はレスター・タイガースに所属。
- クーパー・ブーナ(Cooper Vuna)…オーストラリア代表2キャップ・トンガ代表16キャップ、現在はニューカッスル・ファルコンズに所属。
- ニコラ・マタワル(Nikola Matawalu)…フィジー代表40キャップ、現在はグラスゴー・ウォリアーズに所属。
- アダム・ヘイスティングス(Adam Hastings)…スコットランド代表20キャップ、現在はグラスゴー・ウォリアーズに所属。
- ルーク・チャータリス(Luke Charteris)…ウェールズ代表74キャップ、2011・2015W杯2大会出場。
- レビ・ダグラス(Levi Douglas)…現在は浦安D-Rocksに所属。
- ジェイミー・ロバーツ(Jamie Roberts)…ウェールズ代表94キャップ、現在はストーマーズに所属。
- ジェームス・ウィルソン(James Wilson)…現在は三菱重工相模原ダイナボアーズに所属。
- ルーカス・ノゲラ・パズ(Lucas Noguera Paz)…アルゼンチン代表43キャップ、2015W杯出場。
- フランソワ・ロウ(David Wilson)…南アフリカ代表76キャップ、2011年・2015年・2019年W杯3大会連続出場。
- ジェイミー・バッティ(Jamie Bhatti)…スコットランド代表16キャップ、現在はグラスゴー・ウォリアーズに所属。
- リース・プリーストランド(Rhys Priestland)…ウェールズ代表50キャップ、現在はカーディフ・ブルーズに所属。
- ジョシュ・マタヴェシ(Josh Matavesi)…フィジー代表24キャップ、現在は豊田自動織機シャトルズ愛知に所属。
- タウルペ・ファレタウ(Taulupe Faletau)…ウェールズ代表86キャップ、現在はカーディフに所属。
- ダニー・シプリアーニ(Danny Cipriani)…イングランド代表16キャップ。
- アンソニー・ワトソン(Anthony Watson)…イングランド代表51キャップ、現在はレスター・タイガースに所属。
- マアフ・フィア(Maʻafu Fia)…トンガ代表11キャップ、現在はUSAペルピニャンに所属。
- ヨハネス・クッツェー(Johannes Coetzee)…ナミビア代表30キャップ、現在はチーターズに所属。
- ヴァレリー・モロゾフ(Valery Morozov)…ロシア代表33キャップ、現在はクラスニヤール・クラスノヤルスクに所属。
- ピアース・フランシス(Piers Francis)…イングランド代表9キャップ、現在はクリタウォーターガッシュ昭島に所属。
- ジョナサン・ジョセフ(Jonathan Joseph)…イングランド代表54キャップ、現在はビアリッツ・オランピックに所属。